# Hasora khoda
Espèce
Hasora khoda est une espèce de papillons de la famille des Hesperiidae, de la sous-famille des Coeliadinae et du genre Hasora.

## Dénomination
Hasora khoda a été nommé par Paul Mabille en 1876.

### Nom vernaculaire
Hasora khoda se nomme Large Banded Awl en anglais.

## Liste des sous-espèces
- Hasora khoda khoda ; Nouvelle-Calédonie[2]
- Hasora khoda coulteri Wood-Mason et de Nicéville, [1887] ; Inde, Birmanie et Thaïlande
- Hasora khoda dampierensis Rothschild, 1915 ; Nouvelle-Guinée
- Hasora khoda haslia Swinhoe, 1899 ; Australie
- Hasora khoda latalba de Jong, 1982[1]

## Description
C'est un papillon qui présente la forme caractéristique des Hesperiidae, massif avec les ailes positionnées en « V » et au profil triangulaire.
D'une envergure d'environ 44 mm est de couleur marron foncé pour le mâle, marron plus clair pour la femelle avec une ornementation de petites taches jaunes dans la partie centrale des ailes antérieures et sur le revers des ailes postérieures une ligne blanche en travers.

### Chenille
La chenille est noire avec des lignes longitudinales blanches et des poils blancs.

## Biologie

### Période de vol
Il vole toute l'année

### Plantes hôtes
Les plantes hôtes de sa chenille sont Millettia megasperma et Wisteria sinensis.

## Écologie et distribution
Hasora khoda est présent en Asie en Inde, Birmanie, Thaïlande, Philippines et en Océanie, en Nouvelle-Guinée, en Australie et en Nouvelle-Calédonie . C'est dans l'ile des pins en Nouvelle-Calédonie que l'espèce a été découverte.

### Biotope
Il réside dans la forêt humide.

### Protection
Pas de statut de protection particulier.